# Zamia cremnophila
Zamia cremnophila es una especie que pertenece a la familia Zamiaceae.

## Clasificación y descripción
Plantas dioicas, tronco paquicaule, este es un tallo engrosado, generalmente por acúmulo de agua, propio de árboles de zonas áridas, es hipogeo (que se desarrolló bajo el suelo), 10-25 cm de largo o más, 3-9 cm de diámetro. Tiene hojas compuestas, dependiendo del tamaño y condición de la planta, pendientes, miden de 0,45-2 m de largo y 41-72 cm de ancho. Presenta de 15-25 pares de folíolos, con pocos estomas sobre la superficie adaxial, miden de 10-36 cm de largo y 2-4 cm de ancho. Microstróbilos cilíndricos a cónicos, de color marrón claro; el pedúnculo mide 2,5 cm de largo y 0,8 cm de diámetro; microsporófilas cuneiformes, 0,43-0,52 cm de largo, 0,29-0,35 cm de ancho. Megastróbilo cilíndrico, en forma de barril, ápice acuminado, marrón, hasta de 8,5 cm de largo, 5,5 cm de diámetro. Sus semillas tiene forma ovoide, sarcotesta blanca, ligeramente plateada cuando madura.
Esta especie esta estrechamente relacionada con Zamia katzeriana y Z. lacandona por su similitud morfológica y también con Z. purpurea por compartir una misma área de distribución geográfica en el sureste de México, sobre el refugio florístico del arco. Z. cremnophila es una especie totalmente rupícola, hojas pendientes, folíolos coriáceos, lanceolados; a diferencia Z. lacandona que crece en suelos arcillosos relativamente planos y sus hojas son ascendentes, los folíolos son coriáceos y falcados, en tanto, que Z. katzeriana se caracteriza y a su vez difiere de las especies anteriores por presentar el haz de los folíolos muy brillantes y microstróbilos totalmente decumbentes característica única para esta especie. Finalmente, la diferencia con Z. purpurea radica en las forma de los folíolos, coriáceos y elípticos, además presenta nervaduras muy conspicuas, y microstróbilos de color púrpura.

## Distribución y ambiente
Zamia cremnophila es endémica de Tabasco, México, específicamente a la Sierra El Madrigal (Teapa), se le atribuye la categoría de micro-endémica. Es polinizada por insectos. El epíteto específico, hace mención a la preferencia de hábitat específico, sobre los cantiles de rocas Calizas en el Cerro El Madrigal. El clima es de tipo cálido húmedo, lluvias entre verano e invierno mayores al 18% anual; la temperatura promedio anual es de 27,2 °C y la precipitación anual es de 3972,3 mm, donde el mes más seco es abril  y el mes más lluvioso es septiembre. Crece a una altitud de entre 50-150 m, sobre las paredes de los afloramientos calizos existentes en la Sierra El Madrigal, en zonas donde aun se conserva la vegetación nativa.

## Estado de conservación
Existe la distribución para el comercio internacional de manera lícita.
Esta especie tiene una categoría de especie en Peligro (P) según la NOM-059-SEMARNAT-2010. No existe ningún plan para la conservación de esta especie in situ; además no se cuenta con reportes que indiquen la presencia de esta especie en alguna área natural protegida federal o estatal. Se recomienda fuertemente que se declare esta sierra como santuario biológico.  La principal amenaza es la destrucción de su hábitat, por actividades de extracción de madera, piedra caliza en minas e incendios, así como colecta ilegal. Debido a que están sobre las paredes rocosas, factores como la actividad agrícola, o pesticidas no afectan a estas poblaciones.